# 芒特普萊森特鎮區 (密蘇里州卡斯縣)
芒特普萊森特鎮區（英語：Mount Pleasant Township）是位於美國密蘇里州卡斯縣的一個行政鎮區。

## 地方資料
芒特普萊森特鎮區的面積為80.17平方千米，當中陸地面積為79.46平方千米，而水域面積為0.71平方千米。根據2020年美國人口普查的數據，當地共有人口20758人，而人口密度為每平方千米258.92人。